# جيمس إل. بالدوين
جيمس إل. بالدوين (بالإنجليزية: James L. Baldwin)‏ هو عسكري أمريكي، ولد في 28 فبراير 1921 في أوماها في الولايات المتحدة، وتوفي في 8 نوفمبر 1979 في ريفر فولز في الولايات المتحدة.